# ترکس
ترکس (انگلیسی: Trex) شرکت مصالح ساختمانی آمریکایی است، که در سال ۱۹۹۶ تأسیس شد.